# جنگل نمناک یوکاتان
جنگل نمناک یوکاتان (به اسپانیایی: Bosques húmedos de Yucatán) یک منطقهٔ مسکونی و جنگل در مکزیک است.